# Markies van Montrose
Markies van Montrose (Engels: marquess of Montrose) is een Schotse adellijke titel, genoemd naar Montrose in de council area Angus.
De titel werd een keer gecreëerd in 1644 door Karel I van Engeland voor James Graham, die al de titel graaf van Montrose droeg. Hierop werd de grafelijke titel een aanvullende titel. De 5e graaf van Montrose werd in 1644 verheven tot hertog van Montrose, waarmee de titel graaf een aanvullende titel van de markies werd. De vierde markies werd in 1707 verheven tot hertog, waarna hetzelfde gebeurde met de titel van markgraaf.

## Markies van Montrose (1644)
- 1644 – 1650: James Graham (1612 – 1650), 5e graaf en 1e markies van Montrose
- 1650 – 1669: James Graham (1633 – 1669), 2e markies van Montrose
- 1669 – 1684: James Graham (1657 – 1684), 3e markies van Montrose
- 1684 – 1742: James Graham  (1682 – 1742), 4e markies en 1e hertog van Montrose 1707